# Лукино (Пустошкинский район)
Лукино — упразднённая деревня в Пустошкинском районе Псковской области России. На момент упразднения входила в состав Щукинской волости.

## География
Урочище находится в южной части Псковской области, в пределах Прибалтийской низменности, в зоне хвойно-широколиственных лесов, к северо-востоку от озера Березно, к востоку от автодороги 58К-490, на расстоянии примерно 17 километров (по прямой) к северо-востоку от города Пустошки, административного центра района. Абсолютная высота — 198 метров над уровнем моря.

### Климат
Климат характеризуется как умеренно континентальный, влажный, с продолжительной зимой и относительно тёплым летом. Средняя многолетняя температура самого холодного месяца (января) составляет −8 — −7,5 °С (абсолютный минимум — −45 °C), средняя температура самого тёплого (июля) — 17,2 °С (абсолютный максимум — 35 °C). Безморозный период длится около 130 дней. Среднегодовое количество осадков составляет 600—650 мм, из которых большая часть выпадает в тёплый период.

## История
Упразднена 3 октября 2019 года.

## Население
| 2002 | 2010 |
| ---- | ---- |
| 0    | →0   |